# Bielice (gromada)
Bielice – dawna gromada, czyli najmniejsza jednostka podziału terytorialnego Polskiej Rzeczypospolitej Ludowej w latach 1954–1972.
Gromady, z gromadzkimi radami narodowymi (GRN) jako organami władzy najniższego stopnia na wsi, funkcjonowały od reformy reorganizującej administrację wiejską przeprowadzonej jesienią 1954 do momentu ich zniesienia z dniem 1 stycznia 1973, tym samym wypierając organizację gminną w latach 1954–1972.
Gromadę Bielice z siedzibą GRN w Bielicach utworzono 31 grudnia 1959 w powiecie pyrzyckim w woj. szczecińskim na mocy uchwały nr V/56/59 WRN w Szczecinie z dnia 28 sierpnia 1959. W skład jednostki weszły obszary zniesionych gromad Linie i Chabowo (bez miejscowości Będgoszcz i Chabówko) w tymże powiecie.
Pod koniec 1960 w skład gromady Bielice wchodziły następujące miejscowości: Babin, Bielice, Chabowo, Linie, Nowe Chrapowo, Parsów, Stare Chrapowo i Swochowo.
Gromada przetrwała do końca 1972 roku, czyli do kolejnej reformy gminnej. 1 stycznia 1973 w powiecie pyrzyckim utworzono gminę Bielice.